# Terremoto di Puebla del 2017
Il terremoto di Puebla del 2017 è stato un sisma che ha colpito il Messico centrale, in particolare gli Stati di Puebla, Morelos e la capitale Città del Messico. La scossa principale si è registrata martedì 19 settembre 2017 alle ore 13:14:40 ora locale (UTC-5) con una magnitudo di 7,1 Mww ed è durata circa 120 secondi. L'epicentro è stato localizzato nel Morelos, circa 55 km a sud della città di Puebla e a una profondità di 51 km.
Il Sistema di Allerta Sismica Messicano SASMEX ha rilevato il sisma preventivamente e ha lanciato un allarme nella capitale 20 secondi prima della scossa. A tutto il 4 ottobre si contavano 370 morti, di cui 228 nella capitale, 75 in Morelos, 45 nello Stato di Puebla, 15 nello Stato del Messico, 6 nel Guerrero e 1 nell'Oaxaca. Sono state trovate molte persone ancora in vita scavando tra le macerie.
Il sisma si è verificato nel giorno del 32º anniversario del terremoto del Messico del 1985, che provocò la morte di oltre 10 000 persone. Pochi giorni prima del terremoto di Puebla, il 7 settembre, vi era stato un altro potente terremoto al largo delle coste del Chiapas a circa 650 km di distanza, nel quale, a tutto il 24 settembre, avevano perso la vita 98 persone. Un ulteriore sisma del 23 settembre con epicentro in Oaxaca aveva causato al 27 settembre altri 4 morti.
A tutto il 22 settembre si era registrato un numero moderato di scosse secondarie collegate con questo sisma, e nessuna superiore alla magnitudo di 4 Mww. Per un sisma di questa potenza, questa limitata attività è stata considerata rara e atipica, ma era stata registrata in precedenza in altri sismi che come questo erano caratterizzati dal fenomeno di subduzione tra placche tettoniche, come nel caso dei terremoti del 2001 di Nisqually, nello Stato di Washington, e del 1999 nella stessa Puebla.